# Tel Channaton
Tel Channaton (hebr. תל חנתון) – wzgórze typu tell w Dolnej Galilei, w północnym Izraelu. Wznosi się na wysokość 196 metrów n.p.m. Na wzgórzu znajduje się stanowisko archeologiczne obejmujące pozostałości biblijnego miasta Channaton. W jego sąsiedztwie znajduje się kibuc Channaton.

## Geografia
Wzgórze Channaton leży w zachodnim skraju Doliny Bejt Netofa w Dolnej Galilei, na północy Izraela. Jest to samotnie położone, bezleśne wzniesienie, które wyraźnie wyróżnia się na tle płaskiej doliny (wznosi się na wysokość 75 metrów nad dolinę). Po stronie północno-wschodniej teren wznosi się ku górom Channaton (334 m n.p.m.) i Giw'at Michman (288 m n.p.m.). Natomiast po stronie południowej rozciąga się duży zbiornik retencyjny Eszkol, do którego prowadzi kanał wodociągowy Mekorot doprowadzający wodę z Jeziora Tyberiadzkiego. Otwarty kanał ma długość 17 km, szerokość wynosi 19,4 metra, szerokość dna 12 m i głębokość 2,6 m. Zbiornik retencyjny Eszkol składa się w rzeczywistości z dwóch oddzielnych zbiorników, w których woda jest oczyszczana i sprawdzana przed transportem na południe kraju na pustynię Negew.
W otoczeniu wzgórza znajdują się miejscowość Kefar Maneda, kibuc Channaton, moszaw Cippori, wioska komunalna Hosza’aja, oraz arabska wioska Rummat al-Hajb.

## Historia
Tell był przedmiotem badań archeologicznych, jednak nigdy nie przeprowadzono całościowych wykopalisk. Najstarsze udokumentowane szczątki osady pochodzą ze środkowego okresu epoki brązu (ok. 2000 lat p.n.e.). Badacze twierdzą, że miejsce to posiadało idealne warunki do powstania osady. Sąsiedztwo strumieni dawało łatwy dostęp do wody, okoliczne lasy dawały surowiec drewna, natomiast wapienne wzgórza udostępniały materiał i narzędzia budowlane. Żyzne grunty umożliwiły rozwój upraw rolniczych i hodowlę zwierząt, a obecność gliny w błotnistej ziemi spowodowała rozwój ceramiki. Korzystnym okazało się także położenie przy szlaku handlowym Via Maris łączącym Afrykę Północną z krajami Lewantu na północy.
Osada jest pierwszy raz wzmiankowana w XIV wieku p.n.e. w listach z Amarna, które są pozostałością archiwum korespondencji dyplomatycznej pomiędzy władcami Egiptu a ich wasalami i  władcami niezależnymi z terenów między innymi Syro-Palestyny. Miasto Channaton jest wymieniane w pozycji EA 8 i EA 245 w liście do faraona Echnatona (wspomina o napaści na konwój kupców w Channaton). Odkrycia archeologiczne pozwalają przypuszczać, że ówczesna miasto Channaton zajmowało powierzchnię około 25 akrów. Mieszkańcy utrzymywali się głównie z rolnictwa i handlu. W II połowie XIII wieku p.n.e. miał miejsce podbój Kanaanu przez koczownicze plemiona Izraelitów, z których co najmniej część przybyła z Egiptu pod wodzą Mojżesza. Po podboju całego kraju nastąpił podział ziemi pomiędzy dwanaście pokoleń Izraela. Miasto Channaton przypadło pokoleniu Zabulona.
Miasto dalej rozwijało się, osiągając swój szczyt w epoce żelaza (ok. XII wiek p.n.e.). Channaton zajmowało wówczas największy obszar i było chronione przez mur obronny. Samo wzgórze wznosiło się w centralnej części miasta, jako akropol. Uwarunkowania geograficzne okazały się jednak decydujące dla dalszego rozwoju. Każdego roku po zimowych deszczach występowały długie powodzie, które przynosiły zniszczenia i zniechęcały do dalszego osadnictwa w dolinie. Ograniczona w ten sposób ekspansja przyczyniła się do stopniowego upadku miasta, które jest wspomniane w listach z Niniwy. Asyryjski król Tiglat-Pileser III w kampanii 742-722 p.n.e. całkowicie zniszczył Channaton. Pomimo odbudowy, nigdy nie zdołało już ono odzyskać swojej wcześniejszej świetności, a najważniejszym ośrodkiem miejskim regionu zostało sąsiednie miasto Seforis. W ten sposób Channaton systematycznie upadało podczas okresu hellenistycznego i okresu rzymskiego. W czasach panowania arabskiego istniała tutaj już tylko niewielka wioska nazywana Chocfit, która przetrwała do czasów krzyżowców. Z okresu tego zachowały się pozostałości warownej osady rolniczej z typowymi budowlami Franków. Są to obszerne hale z łukowymi sklepieniami i klatkami schodowymi z kamienia. Prawdopodobnie znajdowała się tutaj niewielka strażnica nadzorująca okoliczne tereny uprawne. Gdy w 1187 roku krzyżowcy ponieśli porażkę, większość terytorium Palestyny ponownie trafiła pod panowanie Arabów. W okresie panowania mameluków na miejscu dawnej strażnicy krzyżowców powstała strażnica arabska. W 1517 roku ziemie te przeszły pod panowanie osmańskie. Powstał wtedy tutaj karawanseraj Chan el-Badawije, od którego wzgórze zaczęto nazywać Tel Badawije.

## Turystyka
Wzgórze jest popularnym miejscem wycieczek turystycznych. Znajduje się tutaj stanowisko archeologiczne, a ze szczytu wzgórza rozciąga się panorama na całą okolicę.

## Transport
Bezpośrednio przy wzgórzu przebiega droga nr 784, którą jadąc na północ dojeżdża się do miejscowości Kefar Maneda lub jadąc na południowy zachód do kibucu Channaton i skrzyżowania z drogą ekspresową nr 79 i drogą ekspresową nr 77.